# Exploration Flight Test 1
EFT-1 (Exploration Flight Test 1, engl. für „Forschungsflugtest 1“) ist die Missionsbezeichnung für das US-amerikanische Orion MPCV (engl. Multi-Purpose Crew Vehicle) der NASA, die am 5. Dezember 2014 gestartet worden ist. Es war der erste Testflug des Raumschiffs, mit dem wichtige Systeme getestet wurden. Da die eigentliche Trägerrakete des MPCV, das SLS, zum Zeitpunkt des Testflugs noch nicht fertiggestellt war, erfolgte der Start auf einer Delta IV Heavy der United Launch Alliance.

## Missionsvorbereitung

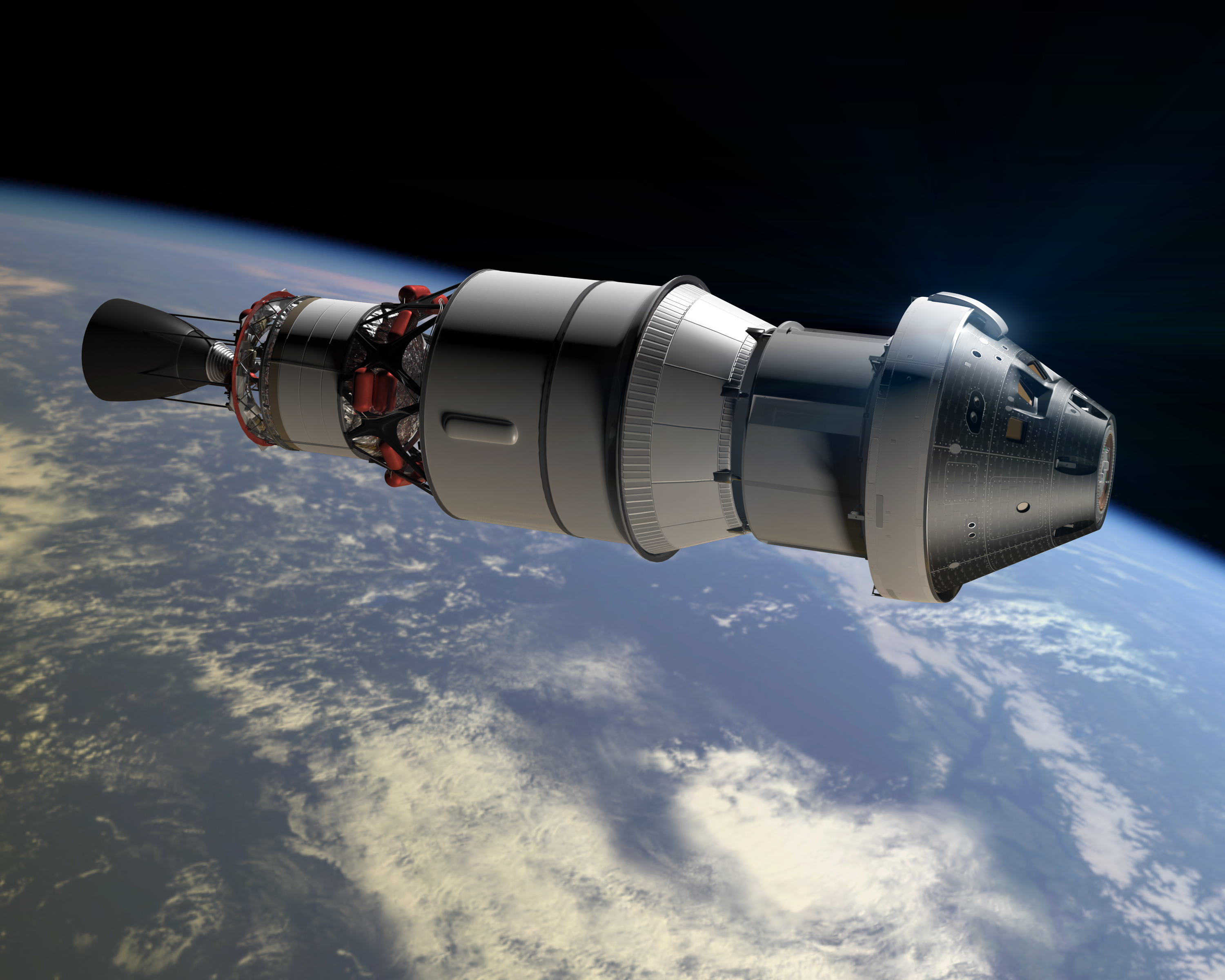
Orion EFT-1 mit Raketenoberstufe im Orbit (künstlerische Darstellung)

Bereits im Dezember 2013 wurde das Launch Abort System komplettiert, welches für diese Mission inaktiv war und sich lediglich vom Crewmodul trennen konnte. Im Januar 2014 wurde dann auch das Servicemodul für die Mission fertiggestellt, welches ebenfalls nicht komplett ausgerüstet war.
Damit waren Anfang 2014 zwei von drei Komponenten des Orion-MPCV für EFT-1 bereit. Im März 2014 wurde eine Verschiebung des Starttermins von September auf Dezember 2014 bekanntgegeben, man war zwar mit dem Bau der Raumkapsel und der Trägerrakete im Zeitplan für einen Start im Herbst, allerdings wurde der United States Air Force mit dem Start zweier Spionagesatelliten der Vorrang gegeben. Am 11. September 2014 wurde das nun komplette Orion-MPCV aus dem Operations and Checkout Building gefahren und zur Startvorbereitung in die Payload Hazardous Servicing Facility gebracht. Am 1. Oktober 2014 wurde die Delta-IV-Heavy-Rakete zum Startplatz gebracht und aufgerichtet.

## Missionsverlauf

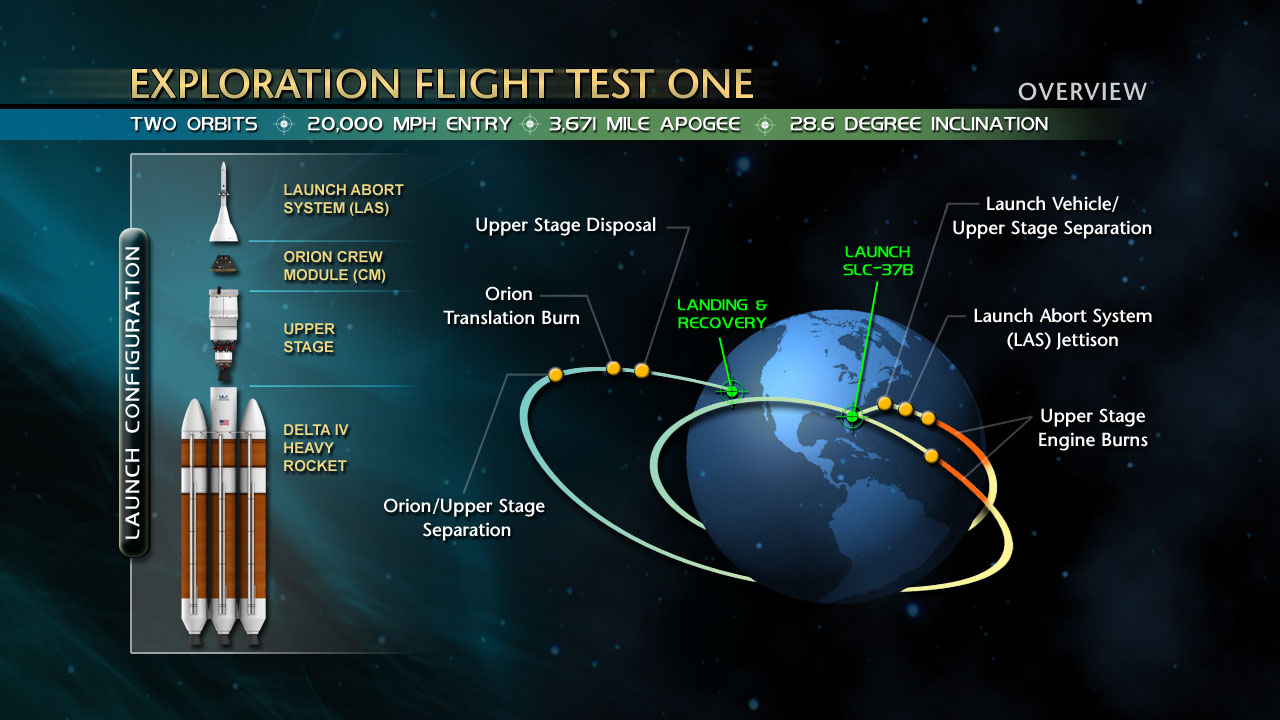
Missionsverlauf von EFT-1

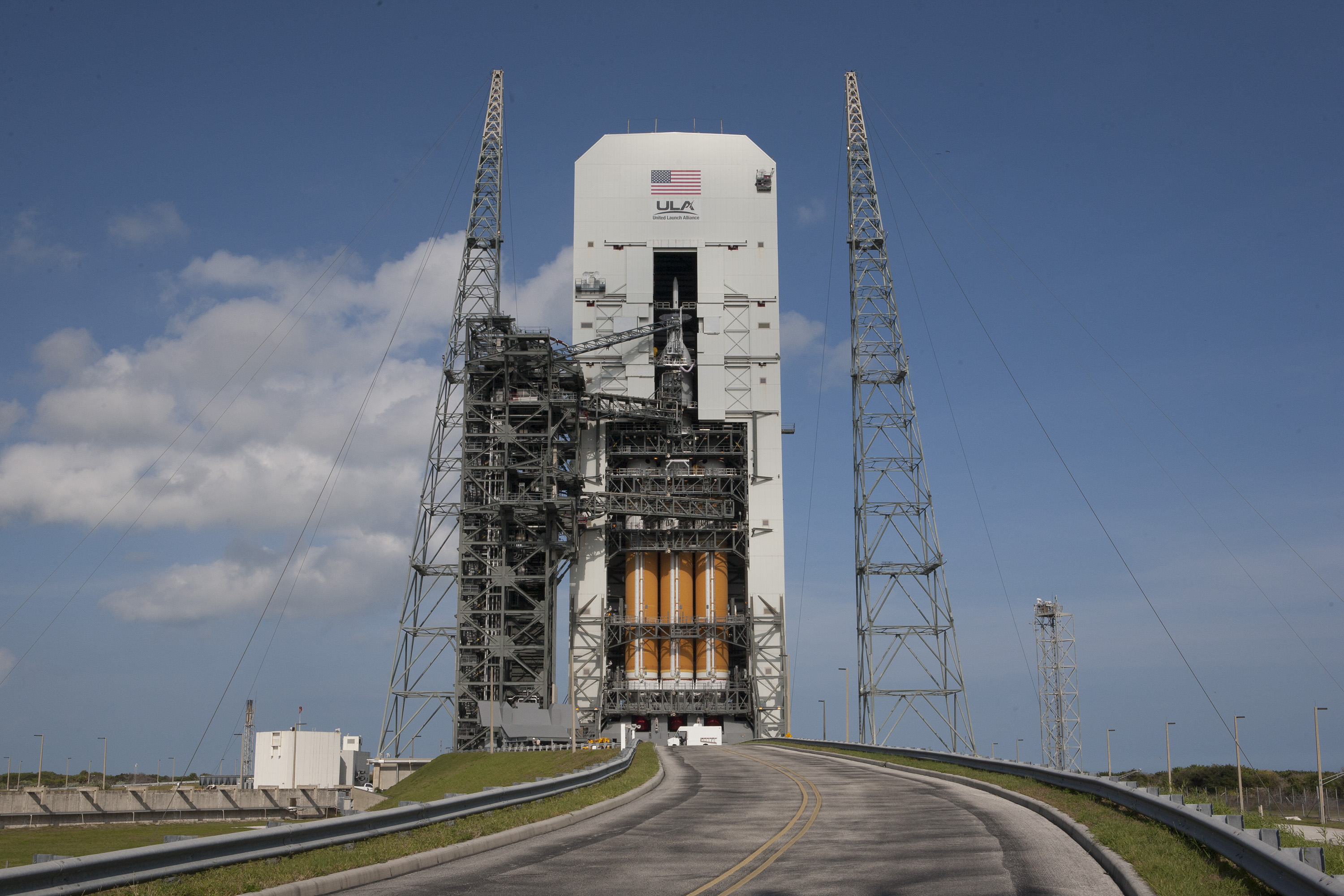
EFT-1 auf der Startrampe

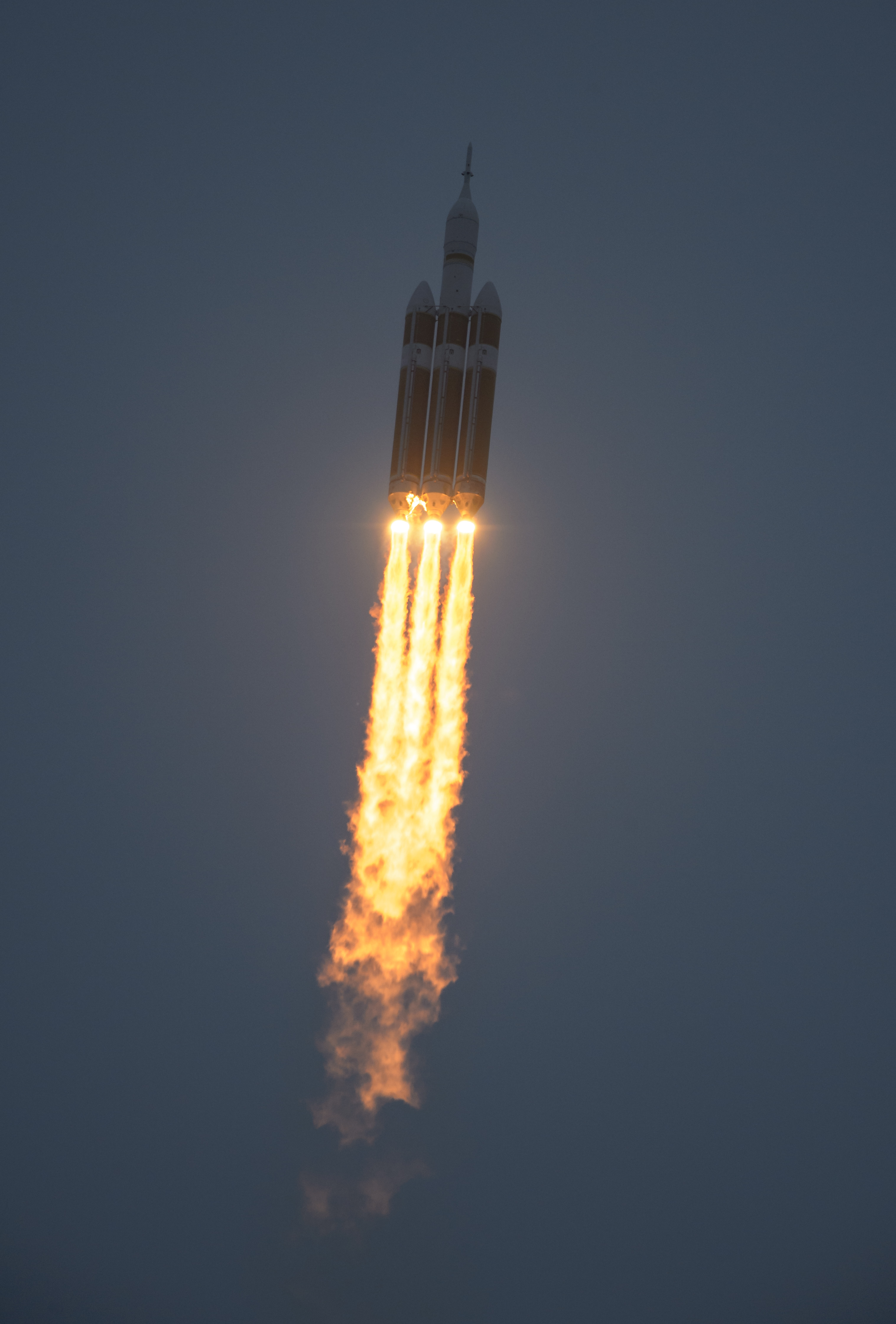
EFT-1 kurz nach dem Start

Die ersten Startversuche am 4. Dezember 2014 wurden wegen zu hoher Windgeschwindigkeiten und zweier defekter Ventile an den Tanks abgesagt. Das Raumschiff wurde am 5. Dezember 2014 von einer Delta IV Heavy vom Startkomplex 37 der Cape Canaveral Air Force Station gestartet, um einen mehrstündigen Flug mit zwei Erdumrundungen zu absolvieren. Die Oberstufe der Delta IV war zur Energieversorgung bis zum Wiedereintritt in die Erdatmosphäre mit dem MPCV verbunden, da die Photovoltaik-Panels nicht installiert wurden. Bei der zweiten Erdumrundung wurde das Raumschiff in eine gesteigerte Höhe von etwa 5.800 km gebracht, was etwa 15-mal höher als der Orbit der ISS ist. Dann trat es mit einer Geschwindigkeit von etwa 32.000 km/h wieder in die Erdatmosphäre ein und wasserte im Pazifischen Ozean. Während des gesamten Flugs stand das Raumschiff unter Druck, so wie es auch mit Astronauten an Bord der Fall gewesen wäre.

## Missionsziele
Exploration Flight Test 1 war hauptsächlich dafür gedacht, wichtige Systeme, beispielsweise die Bordelektronik, den Hitzeschild und die Fallschirme, zu testen. Aus diesem Grund war die Mission auch eine Vorbereitung auf Artemis 1, den ersten Start des MPCV mit seiner Trägerrakete SLS, der am 16. November 2022 startete.